# Королёв, Вячеслав Константинович

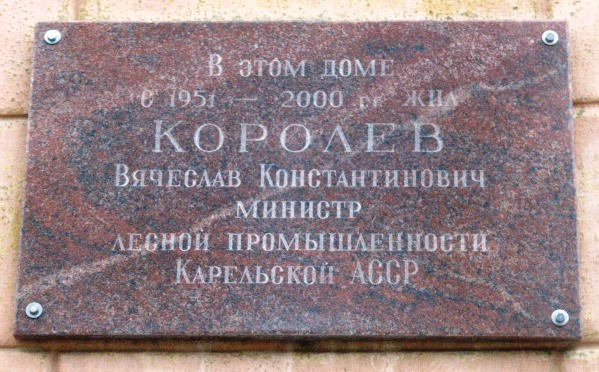
Памятная доска в Петрозаводске на ул. Андропова

Вячесла́в Константи́нович Королёв (1914—2000) — советский хозяйственный деятель, Заслуженный работник лесной промышленности РСФСР (1959).

## Биография
В 1929 году окончил семилетнюю школу в Олонце.
В 1932 году окончил Петрозаводский лесной техникум.
В 1938 году, после окончания Ленинградской лесотехнической академии им. С. М. Кирова, был направлен на работу в лесопункт посёлка Пай Прионежского района Карелии.
С началом Великой Отечественной войны призван в армию, в 1942 году отозван с фронта в распоряжение Народного комиссариата лесной промышленности Карело-Финской ССР.
В 1944—1953 годах — заместитель народного комиссара лесной промышленности Карело-Финской ССР.
В 1953—1965 годах — министр лесной промышленности Карело-Финской ССР, заместитель министра лесной промышленности РСФСР, начальник Управления лесной промышленности Карельского совнархоза.
В 1965—1966 годах — директор созданного производственного объединения «Кареллеспром».
В 1966—1975 годах — заместитель Председателя Совета Министров Карельской АССР.

## Память
В июле 2004 года в Петрозаводске на ул. Ю. Андропова на доме, в котором жил В. К. Королёв, установлена мемориальная доска.

## Сочинения
- Королёв В. К. В лесах Карелии. — Петрозаводск, 1983